# Charlotte Wells
Charlotte Wells (née le 13 juillet 1987 à Édimbourg) est une réalisatrice, scénariste et productrice écossaise. Elle est principalement connue pour son premier long métrage Aftersun, sorti en 2022, pour lequel elle a reçu le prix du film indépendant de Gotham et le prix du film indépendant britannique.

## Biographie

### Enfance et formation
Charlotte Wells est née à Édimbourg. Intéressée par le cinéma dès son plus jeune âge, elle étudie d'abord les lettres classiques et obtient un bachelor ès arts en lettres classiques au King's College de Londres, puis un master ès arts à l'Université d'Oxford. Elle s'est ensuite lancée dans la finance et a redécouvert le cinéma en aidant un vieil ami d'école à diriger une agence appelée Digital Orchard. Profitant de cette expérience, elle postule au programme conjoint de commerce et de cinéma de l'université de New York dans le but de devenir productrice. Elle a également complété un double master en beaux-arts et en administration des affaires à la Tisch School of the Arts et à la Stern School. Lors de son passage à l'Université de New York, elle réalise trois courts métrages : Tuesday (2015), Laps (2016) et Blue Christmas (2017).

### Carrière
Wells a été membre du Sundance Institute Screenwriters and Directors Labs en 2020 grâce à son premier long-métrage Aftersun, présenté à la Semaine de la critique durant le Festival de Cannes 2022. Le film est un drame sous forme de récit initiatique autour d'une relation père-fille, mettant en vedette Paul Mescal et Frankie Corio. L'acteur principal du film, Paul Mescal, a été nommé pour l'Oscar du meilleur acteur à la 95e cérémonie des Oscars en 2023.

## Filmographie

### Courts et moyens métrages
- 2017 : Laps
- 2023 : Tuesday

### Longs métrages
- 2022 : Aftersun

## Distinctions
| Année | Association                      | Catégorie                                           | Film     | Résultat | Ref.  |
| ----- | -------------------------------- | --------------------------------------------------- | -------- | -------- | ----- |
| 2022  | British Independent Film Award   | Meilleure réalisatrice                              | Aftersun | Lauréat  | [ 5 ] |
| 2022  | Gotham Independent Film Awards   | Prix de la réalisatrice révolutionnaire Bingham Ray | Aftersun | Lauréat  | [ 2 ] |
| 2022  | New York Film Critics Circle     | Meilleur premier film                               | Aftersun | Lauréat  | [ 6 ] |
| 2022  | National Society of Film Critics | Meilleure réalisatrice                              | Aftersun | Lauréat  |       |
| 2023  | Directors Guild of America       | Réalisation exceptionnelle - premier long métrage   | Aftersun | Lauréat  | [ 7 ] |